# 더 퀴즈 쇼
《더 퀴즈 쇼》(ザ・クイズショウ)는 NTV에서 방송된 텔레비전 드라마 및 극 중에 등장하는 가공의 퀴즈 프로그램의 명칭이다.

## 첫 번째 시리즈
NTV에서 2008년 7월 5일부터 9월 27일까지 매주 토요일 24시 55분(일요일 0시 55분)에 방영되었다.

### 캐스팅
카타기리 진(라멘즈)
프로그램의 사회자. 정체는 프로듀서 야마노베와 안내인을 제외하고, 프로그램의 스탭조차 아무도 모르지만, 매회 프로그램에 등장하는 게스트 해답자와 어떻게든 관련되어 있다. 프로그램에서 사용하는 대표 대사는 “나는, 당신의 모두를 알고 있습니다 私は、あなたの全てを知っています”. 평상시에는 하얀 벽에 둘러싸인 수수께끼의 시설에서 유폐 당하고 있다.
야마노베 켄고 - 토츠기 시게유키(TEAM NACS)
타사키를 《더 퀴즈 쇼》의 사회자로 발탁 하게 한 사람이자 이 프로그램의 프로듀서. 타사키를 발탁 한 이유는 사실을 밝히지 않았다. 어떠한 목적을 갖고, 이 프로그램을 시작했다. 타사키가 잃은 과거에 깊게 관련되는 인물이다.
은하 TV의 안내인 - 나카무라 야스히
게스트 즉, 해답자에게 초대장을 내미는 역할을 하는 은하 TV의 안내인. 또, 게스트의 인격이나 성격, 신변 조사까지도 함께 한다. 얼마 안되는 타사키의 정체를 알고 있는 인물 가운데 한 명. 상하의 슈트를 착용하고는 있지만, 바지의 길이가 짧다 (마나카 노보루에게 초대장을 건네주었을 때, 노보루가 지적하였다). 야마노베가 개인적으로 고용하였기 때문에, 그 이외의 스탭은 그의 태생을 일절 모른다. 안내인의 정체는, 타사키와 야마노베의 인연, 더욱 이 프로그램 《더·퀴즈 쇼》 그 자체에 있어서도 중요한 역할이다.
미유키 - 키리시마 레이카
타사키의 연인. 2년 전 손목에 피가 흘러 사망했다. 그녀의 죽음의 진상이, 이 드라마에 있어서의 중요한 화제이자 역할이다.
마츠자카 - 츠무라 사토루
프로그램 디렉터.

### 각 에피소드와 죄
타사키를 제외한 게스트들에게는, 각각 일곱 개의 대죄를 적용시킨다.
- Episode 1 오만 - 무라세 료이치로
- Episode 2 폭식 - 닛타 히토미
- Episode 3 탐욕 - 스마일리 키타시마
- Episode 4 색욕 - 우치다 키요미
- Episode 5 나태 - 마나카 노보루
- Episode 6 분노 - 마키무라 료코
- Episode 7 질투 - 야마노베 켄고

### 스태프
- 연출 : 타카하시 히데아키, 오이카와 타쿠로
- 프로듀서 : 이케다 켄지, 모리야 타케시
- 기획 : 모리야 타케시
- 각본 : 오이카와 타쿠로, 토츠기 시게유키, 호라이 류타
- 원안 : 모리야 타케시
- 음악 : 나라사키
- 제작사 : 주식회사 VAP, D.N.드림파트너즈

| NTV 토요 드라마            | NTV 토요 드라마                   | NTV 토요 드라마                  |
| 이전 작품                  | 작품명                            | 다음 작품                        |
| -------------------------- | --------------------------------- | -------------------------------- |
| 2쿨 (2008.4.6 - 2008.6.28) | 더 퀴즈 쇼 (2008.7.6 - 2008.9.27) | 톤 슈어 (2008.10.4 - 2008.12.28) |

## 두 번째 시리즈
NTV에서 2009년 4월 18일부터 6월 20일까지 매주 토요일 밤 9시에 방영되었다. 주연은 사쿠라이 쇼, 총 10부작. 평균 시청률 12.08%.

### 등장 인물
- 사쿠라이 쇼 - 카미야마 사토루 (MC) - 혼마의 소꿉친구.닛타의 소꿉친구
- 요코야마 유 - 혼마 토시오 (디렉터) - 카미야마의 소꿉친구.닛타의 소꿉친구
- 마츠우라 아야 - 타카스기 레이나 (AD)
- 타나카 테츠시 - 미쿠라 신조 (스위처)
- 와다 마사토 - 타케우치 쇼 (음향)
- 모리와키 에리코 - 우라자와 히토미 (TK)
- 이즈미야 시게루 - 마츠자카 겐고로 (조명)
- 에노키 타카아키 - 타도코로 히토시
- 사사이 에이스케 - 안내인
- 아이카와 쇼 - 안도 코스케
- 바쥬 미나미 - 타카시마 미카
- 나리미야 히로키 - 미야모토 켄지
- 아사노 유코 - 유텐지 놋코
- 이시구로 켄 - 토모베 코이치로
- 호리우치 켄 - 카츠라기 마코토
- 스기모토 텟타 - 시바타 유키
- 미즈사와 에레나 - 닛타 미사키 - 혼마와 카미야마의 소꿉친구
- 토츠기 시게유키 - 야마노베 켄고

### 시청률
| 각 화              | 방송일          | 부제                                                        | 연출            | 시청률 | 비고      |
| ------------------ | --------------- | ----------------------------------------------------------- | --------------- | ------ | --------- |
| 제1화              | 2009년 4월 18일 | 정답 지옥! 꿈의 프로그램이 인기 락 가수를 재판한다!         | 나구모 세이이치 | 14.0%  | 15분 연장 |
| 제2화              | 2009년 4월 25일 | vs휴대폰 소설가!! 카리스마가 숨겨진 비밀과 눈물             | 나구모 세이이치 | 11.9%  | -         |
| 제3화              | 2009년 5월 2일  | 기억상실의 사회자 vs열혈 선생님!? 순수한 마음이 지금은…     | 사쿠마 노리요시 | 11.6%  | -         |
| 제4화              | 2009년 5월 9일  | vs카리스마 점쟁이!! 운명을 바꾼 어머니의 날의 선물          | 사쿠마 노리요시 | 10.6%  | -         |
| 제5화              | 2009년 5월 16일 | 감시 카메라의 진실!! 죽음의 수수께끼를 여는 열쇠            | 나구모 세이이치 | 11.1%  | -         |
| 제6화              | 2009년 5월 23일 | 생방송 중에 유괴 사건 발생!! 딸의 목숨은!?                  | 카리야마 슌스케 | 9.9%   | -         |
| 제7화              | 2009년 5월 30일 | 기절한 사회자!! 결국 밝혀지는 기억상실의 수수께끼!!         | 나구모 세이이치 | 11.4%  | -         |
| 제8화              | 2009년 6월 6일  | 추락 사고의 수수께끼와 진상 모든것은 여기서부터 시작되었다! | 카리야마 슌스케 | 12.5%  | -         |
| 제9화              | 2009년 6월 13일 | 답하는 자리에 앉은 사회자…누가 그녀를 죽였어?               | 나구모 세이이치 | 13.2%  | -         |
| 최종화             | 2009년 6월 20일 | 마침내 충격의 라스트!! 부활한 사회자 마지막 방송            | 나구모 세이이치 | 14.6%  | -         |
| 평균 시청률 12.08% |                 |                                                             |                 |        |           |

| NTV 토요 드라마                  | NTV 토요 드라마                    | NTV 토요 드라마              |
| 이전 작품                        | 작품명                             | 다음 작품                    |
| -------------------------------- | ---------------------------------- | ---------------------------- |
| 제니게바 (2009.1.17 - 2009.3.14) | 더 퀴즈 쇼 (2009.4.18 - 2009.6.20) | 화려한 스파이 (2009.7.18 - ) |